# Derophthalmoides
Derophthalmoides is een geslacht van wantsen uit de familie van de Miridae (Blindwantsen). Het geslacht werd voor het eerst wetenschappelijk beschreven door Maldonado in 1986.

## Soorten
Het genus is monotypisch en bevat alleen de volgende soort:

- Derophthalmoides multimaculatus Maldonado, 1986